# Machinima
Als Machinima bezeichnet man Filme, die mit Hilfe von Spiel-Engines inszeniert werden. Die Genrebezeichnung ist ein Kofferwort aus „machine“ (engl. für Maschine) und „cinema“ (engl. für Kino).

## Geschichte
Ermöglicht wurden die ersten Machinima durch das Programm LMPC (Little Movie Processing Centre) des Leipziger Physikers und Programmierers Uwe Girlich. Dieser hatte im Jahr 1996 die Struktur der Game-Engine von Quake analysiert. LMPC ermöglicht es einem Benutzer, filmartige Szenarien zu erstellen oder zu verändern.
Als erster Machinima-Film gilt Diary of a Camper (1996) der Gruppe The Rangers. Dieser Film war noch nicht vertont, er besaß lediglich Untertitel. Devil's Covenant von Clan Phantasm ist der erste mehrstündige Machinima-Film.
Zu den wohl bekanntesten Machinima zählt Apartment Huntin (1999) von Ill Clan. Diese vergleichsweise kurze Comedy-Episode zog eine ganze Serie von Nachfolgern nach sich.
Die zuvor gebräuchliche Bezeichnung Quake-Movies für dieses Subgenre wurde 1998 von Anthony Bailey in Machinema geändert, eine Synthese aus „machine“ und „cinema“. Hugh Hancock von der Strange Company änderte den Begriff aufgrund eines Schreibfehlers in einer E-Mail-Konversation in Machinima ab; dabei wurde nachträglich argumentiert, den Begriff „animation“ einbezogen zu haben.
Ab 2002 bis zuletzt 2008 fand jährlich das Machinima Film Festival statt. Hier wurden die jeweils besten Beiträge ausgezeichnet und in der Folge auf DVD veröffentlicht. Seit 2008 wird in dessen Nachfolge die Machinima Expo (MachinExpo) veranstaltet.
Die Southpark-Episode Make Love, Not Warcraft entstand 2006 überwiegend in Machinima-Technik. Sie gewann 2007 den Primetime Emmy Award der Academy of Television Arts & Sciences und wurde international im Fernsehen ausgestrahlt.

## Charakteristik
Machinimas werden im Gegensatz zu herkömmlichen Animationsfilmen in Echtzeit berechnet, der Film liegt dabei in Form von Daten (Texturen, 3D-Models, Animationen, Sounds etc.) für die Spiel-Engine vor. Alternativ zu dieser Form, bei der vorausgesetzt wird, dass der Betrachter Zugriff auf die Spiel-Engine hat, werden Machinimas als echte Videodateien verbreitet.

## The Movies
The Movies ist ein von Lionhead Studios entwickeltes und von Activision vertriebenes Computerspiel, welches am 10. November 2005 für den PC erschien. Ziel des Spiels ist es, ein Filmstudio aufzubauen und erfolgreiche Filme zu produzieren; der integrierte, sehr detailreiche Film-Editor kann aber auch dazu verwendet werden, Machinimas zu drehen. Dabei kann aus einer großen Anzahl von vorgefertigten Szenen, Darstellern, Kostümen oder Kulissen gewählt werden; darüber hinaus sind von Fans erstellte Modifikationen verfügbar, die das Repertoire des Originalspiels erweitern.

### Machinima Festivals
- Machinima Expo (Memento vom 7. Juli 2011 im Internet Archive)
- Bitfilm Festival
- Ma Machinima International Festival
- Machinima Awards